# Wild Belle
Wild Belle es un dúo musical estadounidense, compuesta por los hermanos Elliot y Natalie Bergman, siendo sus géneros musicales principales el pop psicodélico y ska. Originarios de Chicago su primera aparición fue en el programa televisivo nocturno Conan el 26 de noviembre de 2012. Su álbum debut, Isles, fue lanzado por Columbia Records el 12 de marzo de 2013. Han lanzado tres canciones del álbum: Keep You, Backslider y It's Too Late. Su canción Shine apareció en la banda sonora de la película del mismo nombre en 2013. Otros de sus temas aparecieron en Grey's Anatomy y The Way, Way Back. Su sencillo Keep You se jugó en la película Pitch Perfect y en The Vampire Diaries. En 2015, Wild Belle trabajó con Diplo para escribir Be Together, que es la primera canción del tercer álbum de Major Lazer, Peace Is the Mission.

## Carrera musical

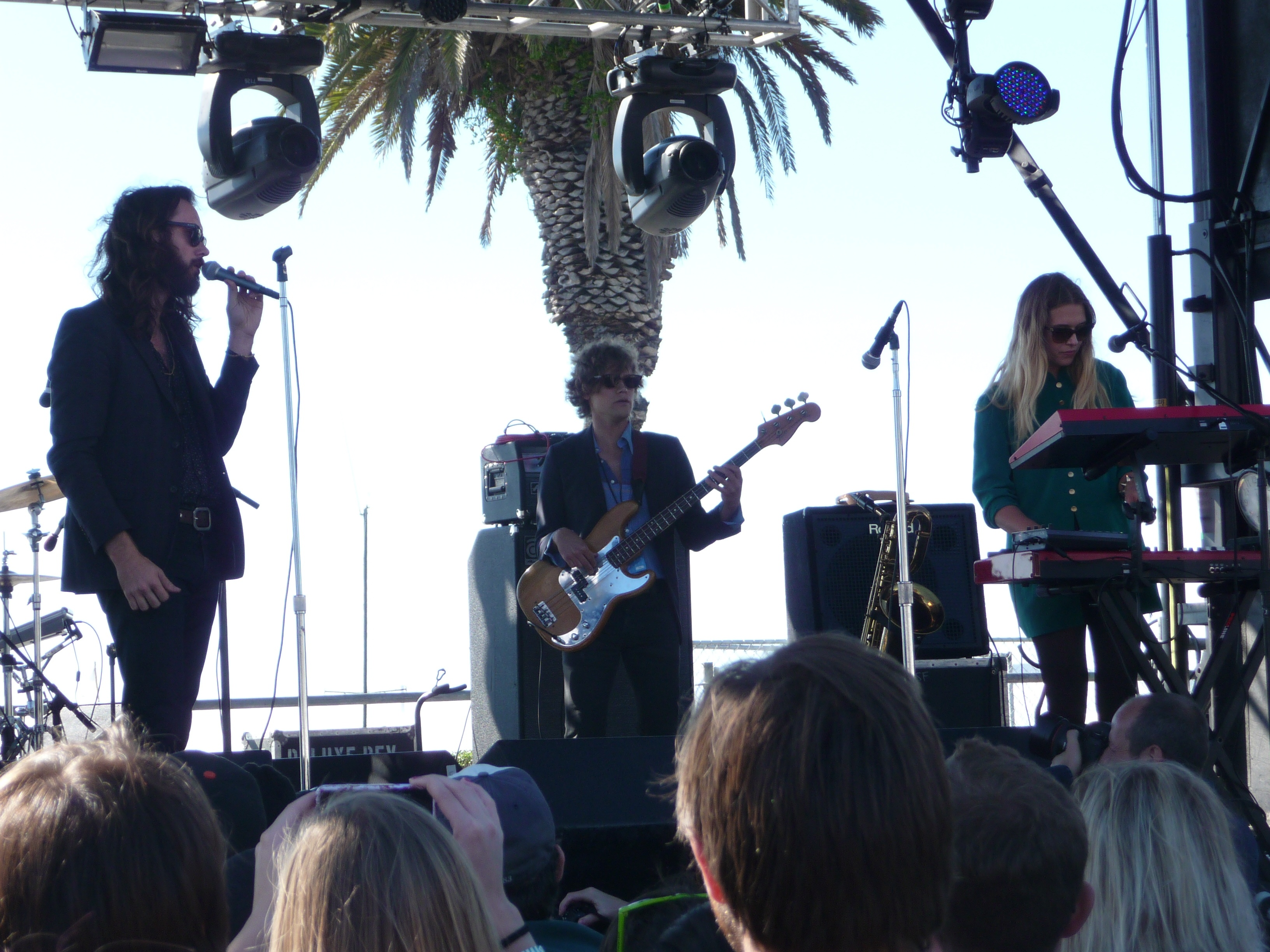
La banda en 2012.

Su álbum debut, titulado «Isles», fue lanzado el 12 de marzo de 2013. Recibió su título porque cada canción «se asemeja a su propia isla», en palabras del mismo grupo. Los sencillos de este álbum contienen influencias del reggae, soul y jazz.
El 2 de agosto de 2015, durante una entrevista con la estación de radio WXRT, anunciaron que su segundo álbum de estudio se titularía «Dreamland». El álbum fue lanzado el 15 de abril de 2016. El sencillo principal de Dreamland, Giving Up You fue lanzado el 16 de septiembre de 2015.

## Discografía
- Isles (2013)[3]
- Dreamland (2016)[4]

## Miembros
- Elliot Bergman - guitarra (2011-presente)
- Natalie Bergman - voz (2011-presente)